# 内塞尔·洛约拉
内塞尔·洛约拉（西班牙語：Neisser Loyola，1998年7月28日—），比利时男子击剑运动员，2022年世界锦标赛男子重剑个人铜牌得主、2024年世界杯第比利斯站男子重剑个人铜牌得主。父亲内尔松·洛约拉同样是击剑运动员。